# 天津中海超塔
天津中海超塔，是中國天津市的一座摩天大樓，位于和平區的芙蓉大道，高340公尺、75層樓，於2021年動工、預計2026年完工，完工後为天津第三高樓。